# 재팬 퓨처스 베이스볼 리그
재팬 퓨처스 베이스볼 리그(일본어: ジャパン・フューチャーベースボールリーグ, JFBL)은 일본의 야구 독립 리그이다. 2010년부터 단 두팀으로 시작한다. 그대신 시코쿠 규슈 아일랜드 리그와 교류전을 갖는다.

## 참가팀
- 미에 쓰리애로스
- 오사카 골드 빌리캐인스